# برنامه کوپرنیک
برنامه کوپرنیک (انگلیسی: Copernicus Programme) بزرگ‌ترین برنامه منفرد دیدبانی زمین در دنیاست که توسط کمیسیون اروپا و با همکاری آژانس فضایی اروپا انجام می‌شود. هدف این پروژه دست‌یابی به داده‌های بزرگ جهانی، پیوسته و با کیفیت بالا از رصد زمین است. تهیه اطلاعات دقیق و در دسترس، بهبود مدیریت محیط، درک تأثیرات تغییر اقلیم از دیگر اهداف این پروژه به‌شمار می‌رود. این برنامه در ادامه پروژه ۲٫۳ میلیون یورویی انویست اروپا است که از ۲۰۰۲ تا ۲۰۱۲ فعالیت داشت.

## مأموریت‌های دیدبانی زمین

### مأموریت‌های سنتینل
آژانس فضایی اروپا در حال توسعه هفت مأموریت در قالب پروژه سنتینل است. مأموریت‌های سنتینل شامل پروژه‌های تصویربرداری راداری و ابرطیفی
از زمین، اقیانوس‌ها و پایش جو زمین است. هر مأموریت سنتینل دارای دو ماهواره جهت پوشش کامل زمین است که داده‌های برنامه کوپرنیک را تأمین می‌کند. مأموریت‌های سنتینل شامل این ماهواره‌هاست:
- سنتینل-۱ که تصاویر رادار از زمین و اقیانوس‌ها را در تمام ساعات شبانه‌روز و هر شرایط آب و هوایی تهیه می‌کند. نخستین ماهواره این مأموریت به نام سنتینل-۱ای در ۳ آوریل ۲۰۱۴ با موفقیت از پایگاه فضایی گویان به فضا پرتاب شد. ماهواره دوم به نام سنتینل-۱بی نیز در ۲۵ آوریل ۲۰۱۶ در مدار قرار گرفت.
- سنتینل-۲ که تصاویر اپتیکال با وضوح تصویر بالا در زمینه‌های مدیریت زمین تهیه می‌کند. نخستین ماهواره سنتینل-۲ در ۲۳ ژوئن ۲۰۱۵ با موفقیت از به فضا پرتاب شد.
- سنتینل-۳ که داده‌های جهانی پایش سطح زمین و اقیانوس‌ها تهیه خواهد کرد. نخستین ماهواره این مأموریت به نام سنتینل-۳ای در ۱۶ ژانویه ۲۰۱۶ با موفقیت از پایگاه فضایی پلستسک روسیه به فضا پرتاب شد.
- سنتینل-۴
- سنتینل-۵
- سنتینل-۶

### مأموریت‌های مشارکتی
- ماهواره سنجش از دور اروپا
- انویست
- رطوبت خاک و شوری اقیانوس
- اسپات
- تراسار-ایکس
- مأموریت مکان‌نگاری سطح اقیانوس
- پلیاد
- سانحه سقوط بالگرد ورزقان

همچنین داده‌های تهیه‌شده توسط مأموریت‌های ماهواره‌ای غیر اروپایی نیز در برنامه کوپرنیک مورد استفاده قرار می‌گیرند.
- لندست
- ماهواره دیدبانی گازهای گلخانه‌ای
- رادارست-۲
- تصاویر با وضوح بالای ماهواره‌های شرکت دیجیتال‌گلوب شامل ورلدویو-۱، ورلدویو-۲، ورلدویو-۳ و آرشیو تصاویر ماهواره‌های آیکونوس و کوئیک‌برد.